# Romanian International 2016
Die Romanian International 2016 fanden vom 17. bis zum 20. März 2016 in Timișoara statt. Es war die 18. Austragung dieser internationalen Meisterschaften von Rumänien im Badminton.

## Sieger und Platzierte
| Disziplin    | Gold                          | Silber                               | Bronze                       |
| ------------ | ----------------------------- | ------------------------------------ | ---------------------------- |
| Herreneinzel | Pannawit Thongnuam            | Patrick Bjerregaard                  | Niluka Karunaratne           |
| Herreneinzel | Pannawit Thongnuam            | Patrick Bjerregaard                  | Adi Pratama                  |
| Dameneinzel  | Lee Ying Ying                 | Lim Yin Fun                          | Luise Heim                   |
| Dameneinzel  | Lee Ying Ying                 | Lim Yin Fun                          | Lê Thu Huyền                 |
| Herrendoppel | Ong Yew Sin Teo Ee Yi         | Zvonimir Đurkinjak Zvonimir Hölbling | Alexander Bond Joel Eipe     |
| Herrendoppel | Ong Yew Sin Teo Ee Yi         | Zvonimir Đurkinjak Zvonimir Hölbling | Daniel Nikolov Ivan Rusev    |
| Damendoppel  | Jessica Pugh Cheryl Seinen    | Goh Yea Ching Peck Yen Wei           | Cheah Yee See Chin Kah Mun   |
| Damendoppel  | Jessica Pugh Cheryl Seinen    | Goh Yea Ching Peck Yen Wei           | Ditte Søby Hansen Mai Surrow |
| Mixed        | Wong Fai Yin Shevon Jemie Lai | Ong Yew Sin Peck Yen Wei             | Jakub Bitman Alžběta Bášová  |
| Mixed        | Wong Fai Yin Shevon Jemie Lai | Ong Yew Sin Peck Yen Wei             | Ben Lane Jessica Pugh        |